# World Club Challenge 2006
El World Club Challenge de 2006 fue la decimocuarta edición del torneo de rugby league más importante de clubes a nivel mundial.

## Formato
Se enfrentan los campeones del año anterior de las dos ligas más importantes de rugby league del mundo, la National Rugby League y la Super League.

## Participantes
| Liga                       | Ganador        |
| -------------------------- | -------------- |
| National Rugby League 2005 | Wests Tigers   |
| Super League X             | Bradford Bulls |

## Encuentro
| 3 de febrero | Bradford Bulls | 30 - 10 | Wests Tigers | Kirklees Stadium, Huddersfield  |  |
|              |                |         |              | Asistencia: 19 207 espectadores |  |

| Bandera de Inglaterra  |
| Campeón Bradford Bulls |
| Tercer título          |